# Поплави (Лодзинське воєводство)
Поплави (пол. Popławy) — село в Польщі, у гміні Славно Опочинського повіту Лодзинського воєводства.
Населення — 110 осіб (2011).
У 1975-1998 роках село належало до Пйотрковського воєводства.

## Демографія
Демографічна структура станом на 31 березня 2011 року:
|          | Загалом | Допрацездатний вік | Працездатний вік | Постпрацездатний вік |
| -------- | ------- | ------------------ | ---------------- | -------------------- |
| Чоловіки | 55      | 12                 | 37               | 6                    |
| Жінки    | 55      | 9                  | 32               | 14                   |
| Разом    | 110     | 21                 | 69               | 20                   |